# Смушковое (Калмыкия)
Смушковое (калм. Хар Киист) — посёлок в Юстинском районе Калмыкии, входит в состав Бергинского сельского муниципального образования.

## География
Посёлок расположен на юге Юстинского района Калмыкии в пустынной местности в 34 километрах к юго-юго-западу от посёлка Бергин (центр СМО).

## История
В 1959 году в Смушковом проживало 87 семей — всего 467 человек. На территории поселка функционировали: школа, больница, клуб, почта, магазин. Здесь располагалась ферма каракулеводческого совхоза «Полынный». В 60-х годах XX века в этих местах велось богарное земледелие. Здесь высаживались кукуруза, бахчевые культуры, распахивались целинные песчаные почвы, что привело к уничтожению естественного растительного покрова, что, в свою очередь, привело к разрушению почв и образованию песчаных массивов. Ведение животноводства, предусматривающая ежегодное увеличение численности поголовья скота, особенно овец, привело к перегрузке пастбищ. Перевыпас в совокупности с засушливостью региона привел к деградации пастбищ. Произошло угнетение ценных кормовых видов растений, появление песчаных участков.
В 60-х годах жители стали уезжать из-за крайне сложных неблагоприятных экологических условий. В 1977 году были проведены первые работы по закреплению песков на площади 60 гектаров. Крупные работы были проведены в 1988-1990 годах. Общая площадь насаждений вокруг Смушкового составила 35 тыс. га. Тем не менее, в 1996 году ферма совхоза «Полынный» была расформирована, закрыты все учреждения. Выехали почти все жители. Осталось всего 6 семей с численностью 14 человек. В 2004 году осталось лишь 5 семей.

## Население
| 2002 | 2010 |
| ---- | ---- |
| 15   | ↘9   |

Национальный состав
Согласно результатам переписи 2002 года в посёлке проживали калмыки (100 %)
| Национальность | Численность (2010) | Процент |
| -------------- | ------------------ | ------- |
| Казахи         | 6                  | 60%     |
| Калмыки        | 4                  | 40%     |
| Всего          | 10                 | 100%    |

## Современная экологическая ситуация
Проблема опустынивания территории не решена. В период с 1997 по 1999 год фитомелиоративные мероприятия по посадке псаммофитных растений не производились. С 1993 по 1995 года по данным лесного хозяйства из-за повышенной засушливости посадки на площади около 4 тыс. га погибли. В результате этого наблюдается увеличение площади барханных песков с конца 90-х годов. К 2003-2004 годам площади песков составляют 1197 га.